# Сосновский сельский округ (Московская область)
Сосновский сельский округ — упразднённая административно-территориальная единица, существовавшая на территории Озёрского района Московской области в 1994—2006 годах.
Сосновский сельсовет был образован в первые годы советской власти. К концу 1920-х годов он входил в состав Зарайской волости Зарайского уезда Рязанской губернии.
В 1929 году Сосновский сельсовет вошёл в состав Озёрского района Коломенского округа Московской области.
20 мая 1930 года из Луховицкого района в Сосновский с/с были переданы селения Бебехово и Трегубово.
В начале 1950-х годов из Сосновского с/с в Сенницкий было передано селение Трегубово.
3 июня 1959 года Озёрский район был упразднён и Сосновский с/с был передан в Коломенский район.
1 февраля 1963 года Коломенский район был упразднён и Сосновский с/с вошёл в Коломенский сельский район. 11 января 1965 года Сосновский с/с был возвращён в восстановленный Коломенский район.
7 июня 1968 года из Сенницкого с/с в Сосновский было возвращено селение Трегубово.
13 мая 1969 года Сосновский с/с был передан в восстановленный Озёрский район.
3 февраля 1994 года Сосновский с/с был преобразован в Сосновский сельский округ.
В ходе муниципальной реформы 2004—2005 годов Сосновский сельский округ прекратил своё существование как муниципальная единица. При этом все его населённые пункты были переданы в сельское поселение Клишинское.
29 ноября 2006 года Сосновский сельский округ исключён из учётных данных административно-территориальных и территориальных единиц Московской области.